# Péter Marót
Péter Marót (27. května 1945 Miškovec, Maďarsko – 7. června 2020) byl maďarský sportovní šermíř, který se specializoval na šerm šavlí. Maďarsko reprezentoval v šedesátých a sedmdesátých letech. Na olympijských hrách startoval v roce 1972 a 1976 v soutěži jednotlivců a družstev. V soutěži jednotlivců získal na olympijských hrách 1972 stříbrnou olympijskou medaili. V roce 1975 obsadil třetí místo na mistrovství světa v soutěži jednotlivců. S maďarským družstvem šavlistů vybojoval na olympijských hrách 1972 bronzovou olympijské medaili a v roce 1973 získal s družstvem titul mistra světa.
Zemřel 7. června 2020 při dopravní nehodě.